# Listă de efecte din fizică
Această listă cuprinde o serie de fenomene importante din fizică.  

## A
- Efectul Aharonov-Bohm
- Efectul Auger
- Efectul Autler-Townes

## B
- Efectul Barkhausen
- Efectul Barnett
- Efectul Bauschinger
- Efectul Becquerel
- Efectul Benedicks
- Efectul Biefeld-Brown
- Efectul Blears

## C
- Efectul Callier
- Efectul Casimir
- Efectul Carter-Leck
- Efectul Cerenkov
- Efectul Clayden
- Efectul Clifton
- Efectul Coandă
- Efectul Compton
- Efectul Coriolis
- Efectul Cotton-Mouton

## D
- Efectul de Haas-van Alphen
- Efectul Debot
- Efectul Debye-Sears
- Efectul Dember
- Efectul Destriau
- Efectul Doppler
- Efectul Dufour

## E
- Efectul Early
- Efectul Eberhard
- Efectul Edison-Richardson
- Efectul electrocaloric
- Efectul electrocinetic
- Eectul electrooptic
- Efectul Einstein-de Haas
- Efectul Ettingshausen
- Efectul Ettingshausen-Nernst

## F
- Efectul Faraday
- Efectul Faraday-Stark
- Efectul fotoelectric
- Efect fotomagnetic
- Efectul Franz-Keldysch
- Efectul Fréedericksz

## G
- Efectul Gibbons-Hawking
- Efectul Gibbs-Thomson
- Efectul Gunn

## H
- Efectul Haas
- Efectul Hall
- Efectul Hallwachs
- Efectul Herschel
- Efectul Hubble

## J
- Efectul Johnson-Rahbeck
- Efectul Josephson
- Efectul Joule-Thomson

## K
- Efectul Kerr
- Efectul Kondo
- Efectul Kossel
- Efectul Kostinsky
- Efectul Kron

## L
- Efectul Lainer
- Efectul Ludwig-Soret

## M
- Efectul magnetoelastic
- Efectul magnetooptic
- Efectul Magnus
- Efectul Maxwell
- Efectul Meissner-Ochsenfeld
- Efectul Miller
- Efectul Mössbauer
- Efectul Moss-Burstein

## N
- Efectul Nyblin
- Efectul Nachbar și efectul Eberhard

## O
- Efectul optoacustic și fotoacustic
- Efectul optogalvanic
- Efectul optotermic
- Efectul Oersted
- Efectul Overhauser
- Efectul Ovshinsky

## P
- Efectul Peltier
- Efectul Penning
- Efectul piezoelectric
- Efectul piezorezistiv
- Efectul piroelectric
- Efectul Procopiu

## R
- Efectul Raman
- Efectul Richardson
- Efectul Righi-Leduc
- Efectul Röntgen
- Efectul Russel
- Efectul Ryftin

## S
- Efectul Sabattier
- Efectul Sasaki-Shibuya
- Efectul Schadt-Helfrich
- Efectul Schottky
- Efectul Schwarzschild
- Efectul Seebeck
- Efectul skin
- Efectul Stark
- Efectul Stiles-Crawford
- Efectul Szilárd-Chalmers

## Ș
- Efectul Șubincov-de Haas

## T
- Efectul Toms
- Efectul Thomson
- Efectul tunel
- Efectul Tyndall

## U
- Efectul Unruh

## V
- Efectul Venturi
- Efectul Villari

## W
- Efectul Weigert
- Efectul Weinland
- Efectul Weissenberg
- Efectul Winslow

## Z
- Efectul Zeeman
- Efectul Zenner